# Saitama (cidade)
Saitama (さいたま市 -shi) é uma cidade japonesa localizada na província de Saitama.
Em 2003 a cidade tinha uma população estimada em 1 053 035 habitantes e uma densidade populacional de 6 255,78 h/km². Tem uma área total de 168,33 km².
Recebeu o estatuto de cidade a 1 de Maio de 2001.

## Cidades-irmãs
- Richmond, EUA
- Pittsburgh, EUA
- Zhengzhou, China
- Hamilton, Nova Zelândia
- Nanaimo, Canadá
- Toluca, México